# Хорхе Гвагуа
Хорхе Гвагуа (ісп. Jorge Guagua, нар. 28 вересня 1981, Есмеральдас) — еквадорський футболіст, захисник клубу «Емелек» та національної збірної Еквадору.

## Клубна кар'єра
У дорослому футболі дебютував 2003 року виступами за команду клубу «Депортіво Ель Насьйональ», в якій провів три сезони.
Своєю грою за цю команду привернув увагу представників тренерського штабу аргентинського «Колона», до складу якого приєднався 2006 року. Відіграв за команду із Санта-Фе наступний сезон своєї ігрової кар'єри.
Згодом з 2007 по 2009 рік грав на батьківщині, провів по одному сезону у складі команд клубів «Емелек», «Барселона» (Гуаякіль) та «Депортіво Ель Насьйональ».
2010 року уклав контракт з клубом «ЛДУ Кіто», у складі якого провів наступні два роки своєї кар'єри гравця. Більшість часу, проведеного у складі «ЛДУ Кіто», був основним гравцем захисту команди.
Протягом 2012—2013 років захищав кольори клубів «Атланте» та «Депортіво Кіто». До складу «Емелека» повернувся 2014 року. 

## Виступи за збірну
2001 року дебютував в офіційних матчах у складі національної збірної Еквадору. Наразі провів у формі головної команди країни 57 матчів, забивши 2 голи.
У складі збірної був учасником розіграшу Кубка Америки 2001 року в Колумбії, розіграшу Кубка Америки 2004 року в Перу, чемпіонату світу 2006 року в Німеччині, а також розіграшу Кубка Америки 2007 року у Венесуелі.

## Титули і досягнення
- Чемпіон Еквадору (6): 2005К, 2006, 2010, 2014, 2015, 2017
- Переможець Рекопи Південної Америки (1): 2010